# FULRO

Flagge der FULRO

Die Force unifiée pour la libération des races opprimées (FULRO) war eine Widerstandsorganisation der indigenen Völker (Montagnards oder Degar) des zentralen Hochlands von Vietnam, die von  1964 bis 1992 aktiv war. 
Sie war gegen die Vorherrschaft der Vietnamesen gerichtet und kämpfte daher sowohl gegen die Armee der Republik Vietnam und Siedler, die ins Hochland vordrangen, als auch gegen die Nationale Front für die Befreiung Südvietnams (FNL, „Vietcong“) bzw. nach der Wiedervereinigung 1975 gegen die Sozialistische Republik Vietnam. Unterstützt wurde die FULRO von Kambodscha und der Volksrepublik China sowie ab 1970 von den USA (aufgrund der gemeinsamen Gegnerschaft zu den Vietcong). Die letzten Kämpfer der FULRO wurden 1992 entwaffnet und übersiedelten in die USA, von wo aus sie weiterhin die Lage der Degar in Vietnam kritisieren.

## Geschichte
Vorläufer der FULRO war die 1958 gegründete Organisation Bajaraka (abgeleitet von den Namen der vier größten indigenen Völker des zentralen Hochlands: Bahnar, Jarai, Rhade und Koho). Sie wurde von Y Bham Enuol (1913–1975), einem ehemaligen Beamten aus dem Volk der Rhade, geführt. Bajaraka setzte sich für eine Wiederherstellung der Autonomie der Pays Montagnard du Sud (PMS) ein, die vom Regime des Kaisers Bảo Đại anerkannt, von der Republik Vietnam unter Ngô Đình Diệm aber abgeschafft worden war.
Die FULRO kämpfte für die Autonomie bzw. Unabhängigkeit der ca. 30 Bergstämme (der Dega) im vietnamesischen Hochland. Ihre Guerilla-Aktivitäten richteten sich seit dem Abzug der Franzosen fast ausschließlich gegen die in das Hochland eindringenden vietnamesischen Siedler und Soldaten. Da die FULRO nicht nur gegen die Regierung Südvietnams, sondern überhaupt gegen die Vorherrschaft der ethnischen Vietnamesen gerichtet war, kämpfte sie auch gegen die pro-kommunistische Nationale Front für die Befreiung Südvietnams (Vietcong). Hierfür erhielt sie ab 1970 Unterstützung von der amerikanischen Central Intelligence Agency. Zudem wurde die FULRO-Guerillabewegung von Soldaten der Special Forces trainiert, ausgerüstet und führte, oft nur von einem oder zwei Green Berets angeführt, Guerilla-Aktionen gegen die Vietcong durch. Große Gebiete um das jeweilige Special Forces Camp konnten anschließend aus US-Sicht nahezu als „feindfrei“ betrachtet werden. Viele ehemalige Angehörige der amerikanischen Special Forces sprachen anschließend in höchsten Tönen von ihren ehemaligen Verbündeten. Auch wurde der FULRO für die Zeit nach Beendigung des Indochinakrieges Autonomie in Aussicht gestellt. 
Nach dem Rückzug der USA aus Indochina und der Wiedervereinigung Vietnams 1975 war die FULRO jedoch auf sich gestellt. Zwischen Anfang 1976 und Ende 1978 fanden in der FULRO-Führung blutige politische "Säuberungen" statt, deren Hintergrund vermutlich Rivalitäten zwischen den verschiedenen ethnischen Gruppen war und die FULRO in den Folgejahren stark schwächten. 1979 verlegte die FULRO ihr Hauptquartier in das unwegsame Dschungelgebiet jenseits der kambodschanischen Grenze. Nachdem sich aber viele Special-Forces-Soldaten, die im Krieg mit den Montagnards gelebt und gekämpft hatten, so sehr für die Zurücklassung des Verbündeten schämten, entstanden nach 1975 viele Hilfsorganisationen in den USA, die zum Ziel hatten, geflüchteten Montagnards ein neues Leben zu ermöglichen.
Seit 1991 versuchte die vietnamesische Regierung, den Lebensstandard der Hochlandbewohner zu verbessern und sie in das gesellschaftliche System zu integrieren. Im Zuge der Befriedung des Kambodschakonflikts nahm sich die United Nations Transitional Authority in Cambodia (UNTAC) der FULRO an, da sie diese als fremde Streitkräfte auf kambodschanischem Territorium betrachten und daher entwaffnen musste. Anfang Oktober 1992 wurden die letzten FULRO-Kämpfer von der UNTAC nach Phnom Penh ausgeflogen. Ob sich immer noch versprengte FULRO-Guerilleros im Hochland aufhalten und ob diese überhaupt noch genug Männer und Feuerkraft für eine Fortführung des Kampfes ins Felde führen können, ist fraglich.
Über die Opfer des Krieges liegen keine genauen Zahlen vor. Bis 1975 sollen 250.000 der drei Millionen zählenden Montagnards ums Leben gekommen sein. Anschließend verlor die FULRO bis 1979 8.000 ihrer 10.000 Kämpfer durch Tod oder Verhaftung.